# 27 décembre
Pour les articles homonymes, voir Vingt-Sept-Décembre.
27 novembre 27 janvier
Chronologies thématiques
- Croisades
- Ferroviaires
- Sports
- Disney
- Anarchisme
- Catholicisme

Abréviations / Voir aussi
- (° 1852) = né en 1852
- († 1885) = mort en 1885
- a.s. = calendrier julien
- n.s. = calendrier grégorien
- Calendrier
- Calendrier perpétuel
- Liste de calendriers
- Naissances du jour

Le 27 décembre est le 361e jour de l'année du calendrier grégorien, le 362e en cas d'année bissextile. Il reste quatre jours avant la fin de l'année.
C'était généralement le 7e jour du mois de nivôse dans le calendrier républicain français, officiellement dénommé jour de l'humus.

## Événements

### VIesiècle
- 537 : consécration de la basilique chrétienne Sainte-Sophie à Constantinople.

### XIIesiècle
- 1146 : prédication de la deuxième croisade, à Spire, par Saint Bernard de Clairvaux, devant l'empereur Conrad III.

### XVIesiècle
- 1512 : lois de Burgos pour la protection des Amérindiens. Elles instaurent l’encomienda, attribution de contingent de main-d’œuvre indigène aux colons du Nouveau Monde en échange d’une éducation chrétienne.
- 1587 : à Cracovie, couronnement de Sigismond III de Pologne comme roi de Pologne et grand-duc de Lituanie.
- 1594 : Henri IV de France échappe à une tentative d'assassinat, menée par un certain Jean Châtel.

### XVIIIesiècle
- 1703 : traité Methuen, entre le Portugal et l'Angleterre.
- 1793 :
  - début des fusillades des Ponts-de-Cé et des fusillades de Sainte-Gemmes-sur-Loire, lors de la guerre de Vendée.
  - à la tête de l'armée de Rhin-et-Moselle, le général Lazare Hoche bat les Autrichiens et les Prussiens, à la bataille de Wissembourg.
- 1794 : les troupes révolutionnaires françaises entrent en Hollande.

### XIXesiècle
- 1805 : Napoléon Ier nomme son frère Joseph roi de Naples.
- 1893 : à Saint-Pétersbourg, la convention militaire qui avait été signée au mois d'août 1892, par la France et la Russie, est enfin ratifiée par le tsar Alexandre III de Russie.

### XXesiècle
- 1918 : déclenchement de l'insurrection de Grande-Pologne.
- 1919 : Mustafa Kemal Atatürk, à la suite de son élection à la députation de la dernière Chambre des députés ottomanes, reste en Anatolie et entre à Ankara ce jour. Il est accueilli triomphalement, dans ce qui deviendra la capitale de la République turque.
- 1927 : la faction de Staline l'emporte, en Union soviétique, et Léon Trotski est exclu du Parti communiste du pays.
- 1934 : la Perse s'appelle désormais l'Iran[1], en rapport avec les origines en partie "aryennes" indo-européennes de la majorité de ses peuples.
- 1944 : en Hongrie occupée par l'Allemagne nazie, l'armée soviétique encercle Budapest.
- 1945 post-seconde guerre mondiale :
  - vague d'attentats sionistes contre les installations britanniques en Palestine.[réf. souhaitée]
  - Création de la Banque mondiale, par un traité signé par 28 États.
  - Création du FMI.
  - Les ministres des Affaires étrangères de Grande-Bretagne, d'Union soviétique et des États-Unis, réunis à Moscou, préconisent l'instauration d'un gouvernement démocratique provisoire en Corée.
- 1949 : après plus de trois siècles de régime colonial, la reine Juliana des Pays-Bas signe l'acte de souveraineté de l'Indonésie.
- 1964 : le gouvernement du Congo-Léopoldville accuse des officiers, originaires d'Algérie et de la République arabe unie, d'encadrer les rebelles, à la frontière nord-est du pays.
- 1969 : la Libye, le Soudan et la République arabe unie annoncent la signature d'un accord politique, économique et militaire.
- 1972 : l'Australie met fin à son engagement militaire aux côtés du Sud-Vietnam.
- 1979 : les troupes de l'Union soviétique envahissent l'Afghanistan. Le président Hafizullah Amin est assassiné, et remplacé par Babrak Karmal. Cette guerre va s'enliser 10 ans, et sera l'une des causes de la chute de l'URSS.
- 1991 : le Front islamique du salut sort vainqueur des législatives en Algérie ; le régime militaire va invalider les résultats, ouvrant la voie à une "décennie noire" de massacres de toutes parts.
- 1998 : au Kosovo, malgré les mises en garde de l'OTAN et de l'OSCE, Slobodan Milošević lance une nouvelle offensive contre l'Armée de libération du Kosovo (UCK).

### XXIesiècle
- 2007 :

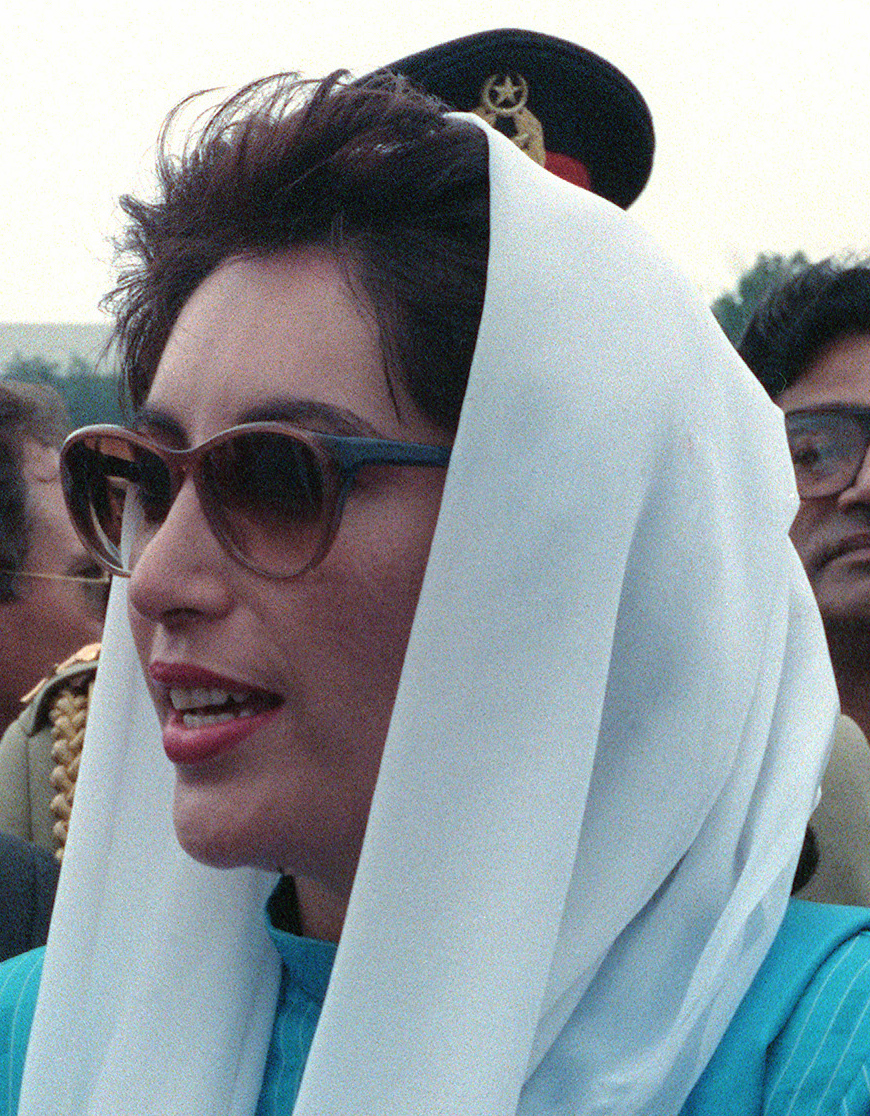
L'ancienne Première ministre du Pakistan finalement assassinée Benazir Bhutto.

  - assassinat de Benazir Bhutto à Rawalpindi (Pakistan).
  - La crise des violences post-électorales au Kenya commence.
- 2008 : les forces israéliennes lancent une offensive militaire sur la bande de Gaza.
- 2011 : envoi d'une flottille multinationale dans le golfe arabo-persique, devant la menace du vice-président iranien Mohammad Reza Rahimi de fermer le détroit d'Ormuz.
- 2014 : Andreï Kobiakov est nommé premier ministre de la Biélorussie.
- 2020 :
  - au Niger, l'élection présidentielle a lieu, avec un éventuel second tour le 20 février 2021 afin d'élire le président de la république du pays[2]. Des élections législatives ont lieu en même temps que le premier tour.
  - en République centrafricaine, l'élection présidentielle se déroule avec éventuellement un second tour afin d'élire le président du pays pour un mandat de cinq ans mais le président sortant Faustin-Archange Touadéra est réélu dès le premier tour[3]. Des élections législatives ont lieu simultanément[4].

## Arts, culture et religion
- 1206 : Saint Dominique et Diego d'Osma fondent le monastère féminin de Prouilhe[5] (qui ne deviendra monastère double que l’année suivante[6]), à l’origine du développement des dominicaines et des dominicains[7].
- 1983 : le pape catholique Jean-Paul II rend visite dans sa prison romaine à l'individu qui lui avait tiré dessus en 1981, pour lui accorder le pardon, l'un des fondements du christianisme, voire un mystérieux échange quant à d'éventuels commanditaires de l'attentat. Ledit Mehmet Ali Agça aurait élé libéré en 2010 proclamant la fin du monde[8].
- 1991 : l'UNESCO classe les quais de la Seine à Paris, et la cathédrale de Reims, sur sa liste du patrimoine mondial[9],[10].

## Sciences et techniques
- 1831 : embarquement de Charles Darwin sur le HMS Beagle.
- 1910 : Léon Gaumont présente son gramophone.
- 1984 : découverte de la météorite martienne ALH 84001, dans l'Antarctique.

## Économie et société
- 1767 : tremblement de terre en Haïti.
- 1939 : le tremblement de terre d'Erzincan cause plus de 30 000 morts, dans l'est de la Turquie.
- 1945 : la toute première Coccinelle Volkswagen sort de son usine allemande, après sept ans de retard à cause de la Seconde Guerre mondiale.
- 1958 : naissance du nouveau franc français, valant cent anciens francs, et dévaluation de la monnaie de 17,5 %.
- 1969 : au Québec, et à Montréal en particulier, il tombe 37,8 centimètres de neige, un record pour un mois de décembre. Ce record sera battu le 16 décembre 2005, avec 41 centimètres de neige.
- 1974 : dans la veine de charbon 6 sillons de la fosse 3 dite "Saint-Amé", à Liévin (Pas-de-Calais, nord de la France), un coup de grisou tue 42 victimes, et marque la fermeture du site. C'était un puits de la Compagnie des mines de Lens, dans le même département.
- 1989 : attentats des aéroports de Rome et de Vienne, provoquant 18 morts et plus d'une centaine de blessés.
- 1999 : au lendemain du passage de la tempête Lothar dans le nord du continent, la tempête Martin dévaste quant à elle le sud de l'Europe.
- 2002 : 83 morts et 210 blessés dans l'attentat contre le siège de l'administration russe de Tchétchénie à Grozny.
- 2019 : au Kazakhstan, le vol 2100 Bek Air s'écrase sur une maison près d'Almaty, entraînant la mort d'au moins douze personnes et de nombreux blessés[11].
- 2024 : en Corée du Sud, les députés votent la destitution du président par intérim, Han Duck-soo, deux semaines après avoir destitué le président Yoon Suk-yeol, dont Han était le Premier ministre. Choi Sang-mok, le vice-Premier ministre et ministre de l'Économie et des Finances, devient le nouveau président par intérim ainsi que le Premier ministre par intérim[12].

## Naissances

### XVesiècle
- 1459 : Jean Ier Albert Jagellon, roi de Pologne de 1492 à 1501 († 17 juin 1501).

### XVIesiècle
- 1524 : Zacchia Lorenzo il Giovane, peintre et graveur italien († vers 1587).
- 1549 : João de Lucena, écrivain portugais († 2 octobre 1600).
- 1556 : Jeanne de Lestonnac, religieuse française, nièce de Montaigne, fondatrice de la Compagnie de Notre-Dame († 2 février 1640).
- 1571 : Johannes Kepler, astronome allemand († 15 novembre 1630).
- 1584 : Philippe-Julius de Poméranie, duc de Poméranie de 1592 à 1625 († 6 février 1625).
- 1594 : Ove Gjedde, amiral et intérimaire ministre danois († 19 décembre 1660).
- 1595 : Bohdan Khmelnytsky, chef militaire et politique des Cosaques d'Ukraine († 27 juillet 1657).
- 1600 : Ōta Sukemune (太田 資宗), daimyō japonais († 22 février 1680).

### XVIIesiècle
- 1614 : Béatrix de Cusance, Dame française, comtesse de Champlitte et Dolhain, baronne et dame de Belvoir († 5 juin 1663).
- 1615 : Albert Henri de Ligne, aristocrate français († 1er mai 1641).
- 1633 : Jean de Lamberville, prêtre jésuite français, missionnaire en Nouvelle-France († 10 février 1714).
- 1639 : Shibukawa Shunkai (渋川春海), érudit et astronome japonais († 1er novembre 1715).
- 1641 : Paul Mignard, peintre et graveur français († 5 octobre 1691).
- 1645 : Giovanni Antonio Viscardi, architecte suisse († 9 septembre 1713).
- 1654 : Jacques Bernoulli, mathématicien suisse († 16 août 1705).
- 1660 : Véronique Giuliani, sainte et mystique italienne († 9 juillet 1727).
- 1671 : Louis Levasseur, notaire français et lieutenant-général en Nouvelle-France († 3 juin 1748).
- 1683 : Conyers Middleton, ecclésiastique anglais († 28 juillet 1750).

### XVIIIesiècle
- 1723 : François Bonnaffé, négociant français († 13 août 1809).
- 1741 : Pierre de Vaugiraud, comte de Rosnay et officier de marine français des XVIIIe siècle et XIXe siècle († 14 mars 1819).
- 1773 : George Cayley, scientifique, inventeur et homme politique britannique († 15 décembre 1857).
- 1783 : Rosalie Delafontaine, artiste peintre francaise († 29 avril 1821)

### XIXesiècle
- 1802 : Thomas Fearnley, peintre paysagiste norvégien († 16 janvier 1842).
- 1803 : François-Marie-Thomas Chevalier de Lorimier, notaire et patriote canadien-français († 15 février 1839).
- 1814 : Jules Simon (François-Jules Suisse dit), philosophe et homme d'État français, président du Conseil des ministres († 8 juin 1896).
- 1819 : 
  - Juan María Guelbenzu, pianiste et compositeur espagnol († 8 janvier 1886).
  - Jean Louis Henri Villain, homme politique français († 19 janvier 1886).
- 1822 : Louis Pasteur, chimiste et biologiste français († 28 septembre 1895).
- 1823 : Mackenzie Bowell, homme politique et éditeur canadien, 5e Premier ministre du Canada de 1894 à 1896 († 10 décembre 1917).
- 1834 : Edward Percival Wright, botaniste et zoologiste irlandais († 2 mars 1910)
- 1836 : Pierre Lacam, pâtissier et historien de l'art culinaire français († 22 août 1902)
- 1851 : Percy Carlyle Gilchrist, chimiste et métallurgiste britannique († 16 décembre 1935).
- 1864 : Joseph Lauber, compositeur suisse († 28 mai 1952).
- 1868 : 
  - Arthur Linton, coureur cycliste britannique († 23 juillet 1896).
  - William Quash, footballeur anglais († 17 mai 1938).
- 1879 :
  - Sydney Greenstreet, acteur britannique († 18 janvier 1954).
  - Léon-Henri Devin, officier de marine français († 7 février 1973).
  - Robert Greig, acteur australien († 27 juin 1958).
- 1883 : Eddie Boland, acteur américain († 3 février 1935).
- 1885 : Émile Védrines, aviateur français († 1 avril 1914)
- 1888 : Thea von Harbou, romancière et scénariste allemande († 1er juillet 1954).
- 1890 : Jean Rossius, coureur cycliste belge († 2 mai 1966).
- 1894 : Paul Costello, rameur américain, triple champion olympique en aviron († 17 avril 1986).
- 1896 : Maurice De Waele, coureur cycliste belge († 14 février 1952).
- 1900 : Hans Stuck, pilote automobile allemand († 9 février 1978).

### XXesiècle
- 1901 : Marie Magdalene « Marlène » Dietrich, actrice et chanteuse américaine d'origine allemande († 6 mai 1992).
- 1903 : Hermann Volk, cardinal allemand, évêque de Mayence de 1962 à 1982 († 1er juillet 1988).
- 1905 : Gilberte Brossolette née Bruel, résistante, journaliste et femme politique sénatrice française († 18 février 2004).
- 1906 :
  - Oscar Levant, pianiste, compositeur et acteur américain († 14 août 1972).
  - Erwin Geschonneck, acteur allemand († 12 mars 2008).
- 1909 :
  - Eric Edenwald, résistant de la police municipale de Colmar († 5 mai 1944).
  - Henryk Jabłoński, historien, enseignant universitaire et homme politique polonais († 27 janvier 2003).
- 1915 :
  - Mary Kornman, actrice américaine († 1er juin 1973).
  - William Masters, sexologue américain († 16 février 2001).
  - Gyula Zsengellér, footballeur hongrois († 29 mars 1999).
- 1917 : Barbro Kollberg, actrice suédoise († 6 mars 2014).
- 1920 : Fernand Nault, danseur et chorégraphe québécois († 26 décembre 2006).
- 1923 :
  - Péter Hajdú, linguiste hongrois († 19 septembre 2002).
  - Eugene Kurtz, compositeur américain († 7 juillet 2006).
- 1925 : Michel Piccoli, comédien français († 12 mai 2020).
- 1926 : Jerome Courtland, acteur, réalisateur et producteur américain († 1er mars 2012).
- 1929 :
  - Philippe Curval (Philippe Tronche dit), auteur de science-fiction français.
  - Tommy Rall, danseur de ballet américain († 6 octobre 2020).
- 1930 :
  - Guy Rachet, écrivain et archéologue français.
  - Helen Page Camp, actrice américaine († 1er août 1991).
- 1931 : 
  - Winfield Scott « Scotty » Moore III, guitariste américain († 28 juin 2016).
  - John Charles, footballeur anglais († 21 février 2004).
- 1933 : 
  - Gianni Amico, réalisateur et animateur culturel italien († 2 novembre 1990).
  - Gilbert Chabroux, homme politique français († 1er décembre 2017).
- 1934 :
  - Christopher Benjamin, acteur britannique.
  - Larissa Latynina (Лариса Семёновна Латынина), gymnaste russe, première athlète féminine à avoir remporté neuf titres olympiques.
  - Jeffrey Sterling, homme d'affaires britannique.
- 1935 : Jemma Firsova, actrice et réalisatrice russe († 8 mai 2012).
- 1938 : 
  - Jean Hale, actrice américaine († 3 août 2021).
  - Rolf Wolfshohl, coureur cycliste allemand.
- 1939 : 
  - John Amos, acteur américain.
  - Mel Nowell, basketteur ameriicain.
- 1941 :
  - Jean-Claude Bouillon, acteur français († 31 juillet 2017).
  - Aharon Ipalé, acteur américano-israélo-marocain († 27 juin 2016).
  - Michael Thomas « Mike » Pinder, claviériste et chanteur britannique des Moody Blues.
- 1942 :
  - Charmian Carr, actrice américaine († 17 septembre 2016).
  - Serge July, journaliste français.
- 1943 : Robert Huguenard, homme politique français.
- 1944 : 
  - Michael « Mick » Jones, guitariste, compositeur et producteur britannique du groupe Foreigner.
  - Jean-Claude Lenoir, homme politique français.
- 1945 : Mark Johnson, producteur de cinéma américain.
- 1946 : 
  - Pierre-Joël Bonté, homme politique français († 18 janvier 2006).
  - Jean-Noël Chaléat, musicien et compositeur français.
- 1947 :
  - Abdallah Naaman / عبد الله نعمان, écrivain et historien libanais.
  - Michael « Mickey » Redmond, hockeyeur professionnel canadien.
- 1948 :
  - Shahid Khaqan Abbasi, homme politique pakistanais.
  - Olivier Blanchard, macroéconomiste français.
  - Gérard Depardieu, acteur et vigneron français.
- 1949 : 
  - Denys Granier-Deferre, réalisateur français.
  - Gérard Lecaillon, acteur français.
  - Paul Personne, chanteur et musicien français.
- 1950 :
  - Alain Gest, homme politique français.
  - Terry Bozzio, batteur américain.
  - Hervé Prudon, écrivain et journaliste français († 15 octobre 2017).
  - Doug Stone, acteur canadien.
- 1951 : 
  - Roberto Bettega, footballeur italien.
  - Ernesto Zedillo Ponce de León, homme politique et économiste mexicain.
- 1952 :
  - Karla Bonoff, chanteuse américaine.
  - Tovah Feldshuh, actrice américaine.
  - David Knopfler, musicien britannique cofondateur du groupe Dire Straits.
  - Raimund Krauth, footballeur allemand († 22 novembre 2012).
  - Lam Ching-ying, cascadeur et acteur hongkongais († 8 novembre 1997).
- 1953 :
  - Philippe Lefait, journaliste français.
  - José Ortega Cano, matador espagnol.
- 1955 :
  - Daniel Mercure, musicien canadien.
  - Barbara Olson, avocate et commentatrice américaine († 11 septembre 2001).
- 1956 : Doina Melinte, athlète roumaine.
- 1957 :
  - Jean-Louis Bricout, homme politique français.
  - Greg Mortenson, humanitaire américain.
  - Conrad Robertson, rameur d'aviron néo-zélandais, champion olympique.
- 1958 :
  - Barbara Crampton, actrice américaine.
  - Marc-Édouard Nabe, écrivain, guitariste de jazz et peintre français.
- 1960 :
  - Maryam d'Abo, actrice britannique.
  - Jeff Fortenberry, homme politique américain.
- 1961 :
  - Joe Walsh, homme politique américain ;
  - Laurent Roussey, footballeur français.
  - Shashawnee Hall, acteur américain.
  - Tomi Poikolainen, archer finlandais, champion olympique.
- 1962 : Gustave Kervern, auteur, humoriste, réalisateur, scénariste et comédien français.
- 1963 :
  - Gaspar Noé, réalisateur argentin.
  - Laurent Romejko, animateur français de télévision.
  - Gamal Moubarak, homme d'affaires égyptien.
- 1964 : 
  - Ian Gomez, acteur américain.
  - Theresa Randle, actrice américaine.
- 1965 :
  - Yazdan Yazdanpanah, médecin infectiologue franco-iranien.
  - Salman Khan, acteur indien.
  - Theresa Randle, actrice américaine.
- 1966 :
  - Guy Jodoin, acteur et animateur québécois.
  - Eva LaRue, actrice américaine.
  - Bill Goldberg, catcheur et acteur américain.
- 1967 : Blutch (Christian Hincker dit), auteur de bandes dessinées français.
- 1968 : Lyubomir Geraskov, gymnaste bulgare, champion olympique.
- 1969 :
  - Jean-Christophe Boullion, pilote automobile français.
  - Joanie Laurer, catcheuse et culturiste américaine († 20 avril 2016).
  - Sarah Vowell, journaliste et essayiste américaine.
- 1970 : 
  - Vadim Bogiyev, lutteur russe.
  - Naoko Yamazaki (山崎 直子), spationaute japonaise.
- 1971 :
  - Sabine Spitz, coureuse cycliste allemande.
  - Jonah Birir, athlète kényan.
  - Sergueï Sergueïevitch Bodrov, acteur russe († 30 septembre 2002).
  - Con Boutsianis, footballeur australien.
  - Gérard Lopez, entrepreneur et homme d'affaires hispano-luxembourgeois.
  - Olivier Masset-Depasse, réalisateur belge.
  - Mikaele Seo, homme politique français.
  - Bryan Smolinski, hockeyeur professionnel américain.
  - Sylvain Templier, homme politique français.
- 1972 :
  - André Mendonça, pasteur presbytérien et homme politique brésilien.
  - Thomas Wilson Brown, acteur américain.
  - Christophe Adam, pâtissier français.
  - Hocine Soltani, boxeur algérien († 1er mars 2002).
  - Colin Charvis, joueur de rugby gallois.
  - Sara Varone, animatrice de télévision italienne.
- 1973 :
  - Merlene Frazer, atlhète jamaïcaine.
  - Tabatha Cash (Céline Barbe dite), journaliste et ancienne actrice pornographique française.
  - Wilson Cruz, acteur américain.
  - Mehdi Pashazadeh, footballeur iranien.
  - Kristoffer Zegers, compositeur hollandais.
  - Luka Grubor, rameur d'aviron britannique d'origine croate, champion olympique.
  - Liu Dong, athlète chinoise.
- 1974 :
  - Masi Oka (Masayori Oka / 岡 政偉 dit), acteur et scénariste japonais.
  - Fumiko Orikasa, actrice japonaise.
  - Jay Pandolfo, hockeyeur professionnel américain.
  - Julia Stinshoff, actrice allemande.
- 1975 :
  - Tchiressoua Guel, footballeur ivoirien.
  - Heather O'Rourke, actrice américaine († 1er février 1988).
  - Curro Torres, footballeur espagnol.
  - Éric Rolland, skieur alpin et entraineur de ski français.
- 1976 : 
  - Aaron Stanford, acteur américain.
  - Romain Fornell, chef cuisinier français.
- 1977 : Sinead Keenan, actrice irlandaise.
- 1978 :
  - Michael Noer, réalisateur danois.
  - Xing Yu, acteur chinois.
  - Seru Rabeni, joueur de rugby fidjien († 15 mars 2016).
- 1979 : 
  - Roy Curvers, coureur cycliste néerlandais.
  - David Dunn, footballeur anglais.
  - Simone Collio, athlète italien.
- 1980 :
  - Dahntay Jones, basketteur américain.
  - Soufiane Lahouassa, footballeur algérien.
  - Elizabeth Rodriguez, actrice américaine.
  - Elizabeth De Razzo, actrice américaine.
- 1981 :
  - Emilie de Ravin, actrice australo-américaine.
  - Raphaëlle Agogué, actrice française.
  - Francesca Pasquini, femme politique franco-italienne.
  - Patrick Sharp, hockeyeur professionnel canadien.
  - Evandro Guerra, volleyeur brésilien.
  - DeWayne Barrett, atlhète jamaïcain.
- 1982 : 
  - Ovidiu Hoban, footballeur roumain.
  - Will Quince, homme politique britannique.
  - Elisa Isoardi, animatrice de télévision italienne.
- 1983 :
  - Cole Hamels, joueur de baseball américain.
  - Matúš Kozáčik, footballeur slovaque.
  - Marc-André Zoro, footballeur ivoirien.
  - Merab Kvirikashvili, joueur de rugby géorgien.
- 1984 :
  - Idrissa Mandiang, footballeur sénégalais.
  - Black M, chanteur français.
  - Gilles Simon, joueur de tennis professionnel français.
  - Desiree Akhavan, actrice et réalisatrice irano-américaine.
  - Gail Mabalane, actrice et femme d'affaires sud-africaine.
  - Mateusz Jachlewski, handballeur polonais.
  - Mohamed Abrini, criminel et terroriste djihadiste belge.
- 1985 :
  - Logan Bailly, footballeur international belge.
  - Adil Rami, footballeur international français.
  - Paul Stastny, hockeyeur professionnel américain d’origine québécoise.
  - Cristian Villagra, footballeur international argentin.
  - Jessica Harmon, actrice canadienne.
  - Daiki Itō, sauteur à ski japonais.
  - Jérôme d'Ambrosio, pilote automobile belge.
- 1986 :
  - Andy Raconte, mannequin et actrice française.
  - Chris Rörland, guitariste suédois.
  - Shelly-Ann Fraser-Pryce, athlète jamaïcaine.
  - Liam Craig, footballeur écossais.
- 1988 :
  - Gaëtan Charbonnier, footballeur français.
  - Rick Porcello, joueur de baseball américain.
  - Hayley Williams, chanteuse américaine du groupe Paramore.
  - Abby Finkenauer, femme politique américaine.
  - C. J. Sapong, footballeur américain.
  - Hera Hilmar, actrice islandaise.
  - Jorge Gutiérrez, basketteur mexicain.
- 1989 : Yuki Mitsuhara, basketteur japonais.
  - Kevin Esteve Rigail, skieur alpin andorran.
- 1990 :
  - Jarchinio Antonia, footballeur international curacien.
  - Tony Gigot, joueur de rugby français.
  - Jonathan Marchessault, hockeyeur sur glace professionnel canadien.
  - Milos Raonic, joueur de tennis professionnel canadien.
  - Juvhel Tsoumou, footballeur international congolais.
  - Solène Hébert, actrice française.
  - Jay Emmanuel-Thomas, footballeur anglais.
- 1991 :
  - Jimmie Sherfy, joueur de baseball américain.
  - Danny Wilson, footballeur international écossais.
  - Chloe Bridges, actrice américaine.
  - Michael Morgan, joueur de rugby australien.
- 1992 : 
  - Louise Sand, handballeuse suédoise.
  - Maicel Uibo, athlète estonien.
- 1993 :
  - Pierre-Yves Polomat, footballeur français.
  - Thomas Touré, footballeur international ivoirien.
  - Naser Aliji, footballeur albano-suisse.
- 1994 : Achille Anani, footballeur ivoirien.
- 1995 :
  - Timothée Chalamet, acteur franco-américain.
  - Ghislain Konan, footballeur international ivoirien.
  - Carlos Cuevas, acteur espagnol.
- 1996 :
  - Cédric Itten, footballeur suisse.
  - Bruno Wilson, footballeur portugais.
  - Jean Patry, volleyeur français.
  - Alexandre Cavalcanti, handballeur portugais.
  - Tammara Thibeault, boxeuse canadienne.
- 1997 :
  - Ana Konjuh, joueuse de tennis croate.
  - Mads Juel Andersen, footballeur danois.
  - Kyle Duncan, footballeur américain.
- 1998 : 
  - Josh Maja, footballeur nigérian.
  - Muhammed Badamosi, footballeur gambien.
  - Luka Garza, basketteur américain.

### XXIesiècle
- 2001 : 
  - Ander Barrenetxea, footballeur espagnol.
  - Lukas Märtens, nageur allemand.
- 2002 : Octavian Popescu, footballeur roumain.
- 2005 : Kristina Pimenova, mannequin et actrice russe.

## Décès

### Vesiècle
- 418 : Zosime (Ζώσιμος), historien grec (° date inconnue).

### XIesiècle
- 1076 : Sviatoslav II (Святослав Ярославич), grand-prince de Kiev (° 1027).

### XVIesiècle
- 1516 : Jacques d'Amboise, religieux français, abbé de Jumièges et de Cluny, évêque de Clermont de 1505 à 1516 (° entre 1440 et 1450).
- 1585 : Pierre de Ronsard, écrivain et poète français (° 1er septembre 1524).

### XVIIIesiècle
- 1707 : Jean Mabillon, paléographe et diplomate français (° 23 novembre 1632).
- 1771 : Henri Pitot, ingénieur français (° 29 mai 1695).
- 1782 : Henry Home, philosophe écossais (° 1696).
- 1800 : Hugh Blair, moraliste écossais (° 7 avril 1718).

### XIXesiècle
- 1812 : Shneur Zalman de Liadi (שניאור זלמן מליאדי), rabbin russe (° 11 septembre 1745).
- 1836 : Stephen Fuller Austin, pionnier américain (° 3 novembre 1793).
- 1858 : Alexandre Pierre François Boëly, compositeur français (° 19 avril 1785).
- 1873 : Auguste Trognon, historien français (° 27 septembre 1795).
- 1878 : Jean Laborde, aventurier et industriel français, premier consul de France à Madagascar (° 16 octobre 1805).
- 1886 : Sigmund Kolisch, journaliste autrichien (° 21 septembre 1816).
- 1900 : William George Armstrong, industriel britannique (°26 novembre 1810).

### XXesiècle
- 1908 : François Taillefer, homme politique français (° 30 septembre 1836).
- 1914 :
  - Ottó Herman, scientifique et homme politique hongrois (° 27 juin 1835).
  - Charles Martin Hall, chimiste et inventeur américain (° 6 décembre 1863).
- 1920 : Paul Gaffarel, historien français (° 2 octobre 1843).
- 1923 : Gustave Eiffel, ingénieur et architecte français (° 15 décembre 1832).
- 1938 :
  - Calvin Bridges, généticien américain (° 11 janvier 1889).
  - Ossip Mandelstam (О́сип Эми́льевич Мандельшта́м), poète russe (° 15 janvier 1891).
- 1940 : Louis Hayet, peintre français (° 29 août 1864).
- 1942 : William G. Morgan, inventeur et pédagogue américain (° 23 janvier 1870).
- 1944 :
  - Amy Beach, compositrice et pianiste américaine (° 5 septembre 1867).
  - Peter Deunov (Петър Константинов Дънов), philosophe et théologien bulgare (° 11 juillet 1864).
- 1950 : Max Beckmann, peintre allemand (° 12 février 1884).
- 1953 : Julian Tuwim, poète polonais (° 13 septembre 1894).
- 1955 : James Henry Jones, footballeur anglais (° décembre 1873).
- 1959 : Jean Vidalon, militaire français (° 14 novembre 1869).
- 1961 : Henri Deloge, athlète français (° 21 novembre 1874).
- 1963 : Perry Ferguson , directeur artistique américain (° 13 novembre 1901).
- 1964 : Pierre-Aurèle Asselin, commerçant de fourrures et artiste lyrique québécois (° 2 décembre 1881).
- 1965 : Edgar Ende, peintre allemand (° 23 février 1901).
- 1966 : Guillermo Stábile, footballeur argentin (° 17 janvier 1905).
- 1968 : Rex Taylor, scénariste américain (° 1er novembre 1889).
- 1972 : Lester B. Pearson, diplomate et homme politique Premier ministre du Canada, prix Nobel de la paix en 1957 (° 23 avril 1897).
- 1973 : Marcel Roels, comédien belge (° 12 janvier 1894).
- 1974 : 
  - Rösli Spiess, musicienne et professeure de musique suisse (° 26 janvier 1896)
  - Ned Maddrell, pêcheur britannique (° 28 août 1877)
  - Roy Dunlop, joueur de tennis australien (° 1904)
  - Victor Samuel Summerhayes, botaniste britannique (° 21 février 1897).
  - Sam Comer, chef décorateur américain (° 13 mars 1893).
  - Vladimir Fock (Владимир Александрович Фок), physicien russe (° 22 décembre 1898).
- 1975 : 
  - Else Zeuthen, militante pacifiste et femme politique danoise (° 10 octobre 1897).
  - Friedrich Wührer, pianiste et pédagogue austro-allemand (° 29 juin 1900).
  - Mammad Arif Dadachzade, écrivain azéri (° 29 mai 1904).
- 1976 : 
  - Frits van Seters, joueur d'échecs néerlandais (° 8 septembre 1913).
  - René Pêtre, homme politique belge (° 5 juin 1911).
  - Lucien Mille, footballeur français (° 17 octobre 1927).
  - Andreas Gadient, homme politique suisse (° 21 janvier 1901).
  - André Daix, auteur de bande dessinée français (° 17 octobre 1927).
  - Anders Ahlgren, lutteur suédois (° 12 février 1888).
- 1977 : 
  - Alexandru Ciucurencu, peintre roumain (° 27 septembre 1903).
  - Minoru Takada, acteur japonais (° 20 décembre 1899).
  - Carla Rust, actrice allemande (° 15 septembre 1908).
  - Micken Rieck, joueuse de tennis allemande (° 26 avril 1892).
  - Giovanni Mardersteig, éditeur italo-allemand (° 8 janvier 1892).
  - Arnauld Doria, historien de l'art français (° 26 décembre 1890).
  - Dimităr Angelov, enseignant et écrivain bulgare (° 27 septembre 1904).
- 1978 :
  - Egon von Jordan, acteur autrichien (° 19 mars 1902).
  - Jean Inness, actrice américaine (° 18 décembre 1900).
  - Houari Boumédiène (Mohamed ben Brahim Boukharouba, ou محمد إبن إبراهيم بوخاروبة dit), militaire président de l'Algérie (° 23 août 1932).
  - Robert Glynn « Bob » Luman, chanteur, guitariste et compositeur américain (° 15 avril 1937).
- 1979 : Hafizullah Amin (حفيظ الله امين), homme politique afghan, président de la République démocratique d'Afghanistan en 1979 (° 1er août 1929).
- 1981 : Hoagland Howard « Hoagy » Carmichael, chanteur américain (° 22 novembre 1899).
- 1982 : 
  - Constantin Regamey, musicien suisse (° 28 janvier 1907).
  - John Leonard Swigert Jr., astronaute américain (° 30 août 1931).
- 1984 : Martial Lapeyre, ingénieur, industriel et collectionneur occitano-français (° 13 mars 1904).
- 1985 : Jean Rondeau, pilote automobile et constructeur automobile français.
- 1986 : Louis Van Lint, peintre belge (° 26 décembre 1909).
- 1988 :
  - Hal Ashby, réalisateur américain (° 2 septembre 1929).
  - Jean de Montgascon, homme politique français (° 17 avril 1901).
- 1990 : Helene Stanley, actrice américaine (° 17 juillet 1990).
- 1991 : Hervé Guibert, écrivain français (° 14 décembre 1955).
- 1993 : André Pilette, pilote automobile belge (° 6 octobre 1918).
- 1994 :
  - Christian Chessel, prêtre français (° 27 octobre 1958).
  - Alain Dieulangard, prêtre français (° 21 mai 1919).
  - Charles Deckers, prêtre belge (° 26 décembre 1924).
  - Jean Chevillard, prêtre français (° 27 août 1925).
- 1995 :
  - Shura Cherkassky (Шура Черкасский), pianiste ukrainien (° 7 octobre 1909).
  - Boris Vladimirovich Gnedenko, mathématicien russe (° 1er janvier 1912).
- 1997 : Saïd Brahimi, footballeur franco-algérien (° 14 mars 1931).
- 1998 :
  - Lucien Bégouin, homme politique français (° 17 avril 1908).
  - Robert S. Johnson, pilote de chasse américain (° 21 février 1920).
  - Louis Orizet, ingénieur agronome et écrivain français (° 20 janvier 1913).
- 1999 : Pierre Clémenti, acteur et réalisateur français (° 28 septembre 1942).

### XXIesiècle
- 2001 :
  - Robert Fowler, cycliste sur route sud-africain (° 5 décembre 1931).
  - Boris Rybakov, historien soviétique puis russe (° 21 mai 1908).
- 2002 :
  - George Roy Hill, réalisateur américain (° 20 décembre 1921).
  - Yayori Matsui, journaliste japonaise (° 12 avril 1934).
- 2003 :
  - Alan Bates, acteur britannique (° 17 février 1934).
  - Enric Bernat, homme d'affaires espagnol (° 20 octobre 1923).
  - Ivan Calderon, joueur de baseball portoricain (° 19 mars 1962).
  - Patrick Reynolds, homme politique irlandais (° 25 novembre 1920).
- 2004 : Denise Mégevand, harpiste suisse (° 27 mai 1917).
- 2006 : Pierre Delanoë (Pierre Leroyer dit), parolier français (° 16 décembre 1918).
- 2007 :
  - Benazir Bhutto (بینظیر بھٹو), femme politique pakistanaise, Première ministre de 1988 à 1990 et de 1993 à 1996 (° 21 juin 1953).
  - Jerzy Kawalerowicz, réalisateur polonais (° 19 janvier 1922).
  - Marcel Saint-Germain, humoriste canadien (° 16 avril 1939).
- 2010 : Bernard-Pierre Donnadieu, acteur français (° 2 juillet 1949).
- 2011 : 
  - Basil al-Sayed, journaliste syrien (° 1987).
  - Julia Sampson, joueuse de tennis américaine (° 2 février 1934).
- 2012 :
  - Norman Schwarzkopf, général américain (° 22 août 1934).
  - Harry Carey Jr, acteur américain (° 16 mai 1921).
  - Noriko Sengoku, actrice japonaise (° 29 avril 1922).
- 2014 :
  - Jean-Yves Dusserre, homme politique français, président du Conseil général des Hautes-Alpes (° 1er janvier 1953).
  - Jacques Hurtubise, peintre québécois (° 28 février 1939).
  - Fatima Aouam, athlète marocaine (° 16 décembre 1959).
- 2015 :
  - Lacy Duarte, peintre uruguayenne (° 15 septembre 1937).
  - François Gross, journaliste suisse (° 18 mars 1931).
  - Haskell Wexler, directeur de la photographie américain (° 6 février 1926).
  - Meadowlark Lemon, joueur américain de basket-ball (° 25 avril 1932).
- 2016 :
  - Carrie Fisher, actrice et scénariste américaine (° 21 octobre 1956).
  - Claude Gensac, actrice française (° 1er mars 1927).
  - Maurice Failevic, réalisateur et scénariste français (° 14 août 1933).
  - Ratnasiri Wickremanayake (රත්නසිරි වික්‍රමනායක), homme politique Premier ministre du Sri-Lanka (° 5 mai 1933).
- 2017 :
  - Fernando Birri, réalisateur argentin (° 13 mars 1925).
  - Serge Bourrier, acteur français (° 28 décembre 1931).
- 2019 : Art Sullivan, chanteur belge (° 22 novembre 1950).
- 2020 : Ousmane Sy, danseur et chorégraphe français (° 30 septembre 1975).
- 2021 : 
  - Jeanine Baude, poétesse, écrivaine et critique française (° 18 octobre 1946).
  - Defao, chanteur congolais (° 31 décembre 1958).
  - Keri Hulme, écrivaine néo-zélandaise (° 9 mars 1947).
- 2023 : 
  - Iouri Arabov, romancier, poète et scénariste soviétique (° 25 octobre 1954).
  - Alfred Blondel, sculpteur belge (° 19 novembre 1926).
  - Ken Bowman, joueur américain de football américain (° 15 décembre 1942).
  - Jacques Delors, homme politique français (° 20 juillet 1935).
  - Lee Sun-kyun, acteur sud-coréen (° 2 mars 1975).
- 2024 : 
  - Daniele Bagnoli, entraîneur de volley-ball italien (° 25 octobre 1953).
  - Richard F. Colburn, homme politique américain (° 9 février 1950).
  - Milan Grobarcik, footballeur français (° 9 novembre 1933).
  - Dayle Haddon, mannequin et actrice canadien (° 26 mai 1948).
  - Olivia Hussey, actrice britannico-américaine (° 17 avril 1951).
  - Juan Jaime, joueur de baseball dominicain (° 2 août 1987).
  - Charles Shyer, scénariste, réalisateur et producteur américain (° 11 octobre 1941).

## Célébrations

### Internationales et nationales
- En franc-maçonnerie : solstice d'hiver du calendrier maçonnique.

- Corée du Nord (Corée) : journée de la Constitution[13].

### Religieuses
- Christianisme orthodoxe : station dans le diakonikon de la Sainte-Sion avec lectures des Ac. 6, 8 - 8, 2 ; II Cor. 4, 7(-15) et de Jn 12, 24-26 (ou 41) dans le lectionnaire de Jérusalem dont le plus ancien manuscrit contient la date du 26 septembre conservée en Occident.

### Saints des Églises chrétiennes

#### Saints catholiques et orthodoxes
- Alain de Quimper (Ve siècle ou VIe siècle) — ou « Alin », ou « Alan » —, ermite à Corlay, puis hypothétique 4è évêque de Quimper, en Bretagne.
- Étienne († vers 34) ou entre 29 et 39), (proto)diacre et premier martyr à Jérusalem par la main d'autres Juifs (27 décembre en Orient comme ci-après ; la veille 26 décembre en Occident, pour plusieurs développements).
- Fabiola († 399), veuve à Rome, fondatrice du premier hôpital d'Occident.
- Jean l'Évangéliste († 101), apôtre.
- Luc de Triglia († ?) — ou « Luc de Bithynie ».
- Maurice d'Apamée (IIIe siècle), et ses compagnons, martyrs attachés à des poteaux.
- Nicarète († 440), née à Nicomédie, vierge, fille spirituelle de saint Jean Chrysostome, qui soignait par les plantes médicinales, au temps de l'empereur Flavius Arcadius.
- Ode († 713), moniale.
- Théodore († 687), patriarche de Constantinople.
- Théodore le Marqué (IXe siècle), confesseur des saintes icônes, et son frère Théophane l'Hymnographe, martyrs de l'iconoclasme, appartenant au monastère de Chora à Constantinople.

#### Saints et bienheureux catholiques
- Adelheidis de Tennenbach († 1273), Moniale.
- Alain Dieulangard († 1994), bienheureux prêtre français mort martyr.
- Alfred Parto († 1936), bienheureux prêtre espagnol mort martyr lors de la guerre civile espagnole.
- Bonaventure Tolomei († 1348), dominicain, né à Sienne, en Toscane ; après une adolescence libertine, il soigna les pestiférés et mourut lui-même de la peste.
- Charles Deckers († 1994), bienheureux prêtre belge mort martyr.
- Christian Chessel († 1994), bienheureux prêtre français mort martyr.
- Esso de Beinwil († 1130), bienheureux abbé.
- Francesco Spoto († 1964), bienheureux prêtre italien mort martyr.
- Hesson († 1133) — ou « Esson » —, bienheureux, bénédictin de l'abbaye d'Hirschau, dans le Wurtemberg, en Allemagne, sous saint Guillaume ; envoyé en 1085 comme premier abbé de Beinwil, dans le diocèse suisse de Bâle.
- Ján Havlík († 1965), bienheureux séminariste slovaque.
- Jean Chevillard († 1994), bienheureux prêtre français mort martyr.
- Jean Stone († 1539), prêtre anglais mort martyr.
- Joseph-Marie Corbin Ferrer († 1936), bienheureux prêtre espagnol mort martyr lors de la guerre civile espagnole.
- Odoardo Focherini († 1944), bienheureux laïc italien mort martyr.
- Sára Salkaházi († 1944), bienheureuse religieuse hongroise morte martyre.
- Walton († 1156), bienheureux, abbé du monastère bénédictin de Wessobrunn, en Bavière.

#### Saints orthodoxes,aux dates parfois"juliennes"ou orientales
- Tikhon (ru) († 1919), archevêque de Voronège, et cent soixante prêtres avec lui, martyrs par la main des communistes, en Russie.

### Prénoms du jour
- Jean,
- et ses nombreuses variantes : Django, Evan, Gianni, Giovani, Giovanni, Hans, Ian, Ianis, Iannis, Iban, Ivan, Ivo(s) (19 mai ci-après), Jan, Janem, Jango, Janick, Janique, Janku, Janké, Janke, Janos, János, Janus, Jeannick, Jeannot, Jehan, Joanny, Joào, Johan, Johann, Johannes, John, Johnny, Jovanni, Juan, Juan-Antonio, Juan-Carlos, Juan-Francisco, Juanito, Juan-Jose, Juan-Manuel, Juan-Miguel, Juan-Pablo, Juan-Pedro, Juany, Juhans, Juwan, Nanni, Nans, Sanche, Sancho, Sean, Shane, Shawn, Shun, Tchantchès, Vania, Yahya, Yan, Yanic, Yanick, Yanik, Yanique, Yanis, Yanke, Yanké, Yankee, Yanku, Yann, Yannic, Yannick, Yannik, Yannique, Yannis, Yaya, Yoan, Yoani, Yoann, Yohan, Yohanân, Yohann, Yuhanna, Yvan (voire Yves et ses propres variantes les 19 mai et autres), Zanko, Zantko, Zian, etc.
- Autres saint-Jean les 24 juin ((-/le) Baptiste / Baptiseur), 6 mai, 23 octobre, 15 décembre (Santig du), etc. (prénom le plus saint-patronifié, en francophonie etc.).
- Variantes féminines comme Jeanne, Jean, Johan(n)e(s), Juana, Juanita, Giovanna, etc. plutôt fêtées à d'autres dates, les 30 mai par exemple.

Et aussi :
- Étienne, en orthodoxie voire autre Orient [la veille 26 décembre, avec de nombreuses variantes aussi et des dictons boréaux de saison subséquents, en Occident à majorités catholico-(protestantes)].
- Fabiola et ses variantes comme Fabia, etc.

## Traditions et superstitions

### Dictons
- « Entre les deux Saint-Jean [24 juin et 27 décembre], les nuées vont contre le vent. »
- « Les jours entre Noël et les Rois [épiphanie de début janvier] indiquent le temps des douze mois [suivants]. »[16]
- « S'il pleut à la petite Saint-Jean [6 mai], année fructueuse en froment. » [jusqu'à la présente grande Saint-Jean]
- « S'il pleut à la petite Saint-Jean, toute l'année s'en ressent. »[17]
- « S’il pleut à la Saint-Jean chaude [24 juin ?], les biens de la terre gâtés jusqu’à l’autre. »[18]

### Astrologie
- Signe du zodiaque : 6e jour du Capricorne.